# Dumbbells
Dumbbells es una película de 2014 dirigida por Christopher Livingston y protagonizada por Brian Drolet, Hoyt Richards, Mircea Monroe, Jaleel White, Taylor Cole, Jay Mohr, Tom Arnold y Andy Milonakis. La película tuvo un estreno limitado el 10 de enero de 2014. La película es el debut en el cine de Frenchie Davis.

## Elenco
- Brian Drolet como Chris Long.
- Hoyt Richards como Jack Guy.
- Jaleel White como La líder.
- Mircea Monroe como Kim Hertz.
- Taylor Cole como Rachel Corelli.
- Frenchie Davis como Venus.
- Carl Reiner como Donald Cummings.
- Nancy Olson como Bianca Cummings.
- Jay Mohr como Harold.
- Olivia Taylor Dudley como Heather.
- Michael Ray Bower como Erwin.
- Valery M. Ortiz como Missy.
- Andy Milonakis como Rusty.
- Tom Arnold como Daddy.
- Fabio Lanzoni como él mismo.

## Recepción
En Rotten Tomatoes, la película tiene un 14% basado en 7 críticas.